# Qingdao Red Lions
El Qingdao Red Lions (en chino simplificado, 青岛红狮足球俱乐部; pinyin, Qīngdǎo Hóngshī Zúqiú Jùlèbù) es un equipo de fútbol de China que juega en la primera Liga China, la segunda división nacional.

## Historia
Fue fundado el 14 de marzo de 2016 en la ciudad de Qingdao por Piet van der Pool y su consorcio como miembros de la cuarta división, categoría donde estuvieron sus primeros cuatro años de existencia. En 2019 logra el ascenso a la Segunda Liga China, donde en su primera temporada en tercera división apenas salvó la categoría por dos puntos.
En 2024 logra el ascenso a la Primera Liga China por la desaparición de los equipos que descendieron de la Superliga de China en la temporada 2023.

## Clubes afiliados
- Adelaide United[2] (2014–presente)

Ambos equipos son propiedad de Piet van der Pol, y la misión del contrato de afiliación es para dar oportunidad de mejorar a los futbolistas chinos. Chen Yongbin fue el primer futbolista que pasó del Qingdao al Adelaide a un préstamo por una temporada. Él no llegó a jugar con el primer equipo, pero sí jugó con el equipo filial en la Y-League hasta el fin del préstamo.